# François de Vachon de Briançon de Belmont
Pour les articles homonymes, voir Vachon, Briançon (homonymie) et Belmont.
Francois de Vachon de Briançon de Belmont, marquis de Belmont, comte de Varces, baron de Montmaur, né le 9 janvier 1721 à Grenoble (Isère), mort le 2 octobre 1793, est un général de division de la Révolution française.

## Biographie
À peine âgé de 14 années, François de Vachon de Belmont est appelé à relever le nom et les armes de Briançon, en vertu du testament de son cousin Nicolas de Briancon. Il prend alors le nom de François de Briancon de Vachon et le titre de marquis de Belmont. Destiné par sa naissance à la carrière militaire, il en gravira régulièrement les divers échelons depuis sa nomination, le 1er février 1749, au grade de colonel du régiment de La Marine, jusqu'à celui de général de division. 
À la tête de son régiment, il prend une part active aux combats de la guerre de Sept Ans qui, de 1756 à 1763, oppose d'une part la Prusse, alliée à l'Angleterre et au Hanovre, d'autre part l'Autriche, alliée à la France, à la Russie, puis à l'Espagne et à la Suède. 
Participant à la conquête du Hanovre, La Marine combat glorieusement le 26 juillet 1757 à la bataille de Hastenbeck aux côtés du régiment de Picardie. Après la défaite lors de la bataille de Rossbach, le 5 novembre 1757, face à des troupes prussiennes inférieures en nombre, le régiment protège la retraite de l'armée. Le 25 décembre 1757, il occupe Zell. L'armée fait alors retraite sur le Rhin. La Marine participe à plusieurs petits combats, près de Millingen, Rheinfeld, l'abbaye de Camps. À Millingen, aux frontières de la Hollande, avec 200 grenadiers et 200 hommes de son régiment, il arrête longtemps un corps de l'armée hanovrienne sur la chaussée qui conduit à L’Écluse le 17 juin 1758. Le 23 juin 1758, à la bataille de Krefeld où il occupe la gauche de la deuxième ligne, le régiment prend de plein fouet l'attaque commandée par le prince Ferdinand de Brunswick, perdant plusieurs capitaines, et voyant plus de 300 hommes mis hors de combat. 
Ces actions glorieuses lui valent d'être promu au grade de chef de brigade d'infanterie, le 22 juillet 1758. Dans les mois qui suivent, le régiment de la marine rejoint et renforce l'armée de Hesse, commandée par Soubise. Malgré la faible part que ce régiment prend au combat de Lützelberg, François de Belmont est blessé. Au mois d'avril 1759, le régiment rentre en France pour être envoyé au Havre menacé par les Anglais. Il séjourne ensuite à Dunkerque à partir du mois de mars 1760.
Revenu en France, il en profite pour se marier, il a alors 40 ans. Il épouse, le 2 février 1761, Jeanne-Françoise de Saint-Quintin de Blet, fille d'Alexandre, comte de Blet et maréchal de camp. Le témoin de ce mariage est le roi Louis XV en personne.
Le 20 février 1761, il est promu maréchal de camp et, du 1er mai 1762 au 1er avril 1791, il sert à l'armée d'Allemagne. Le 1er mars 1780, il obtient le grade de lieutenant général. Rallié à la République par patriotisme, il ne prend pas part à l'émigration, qui commence après le 14 juillet 1789 et se développe en 1790, et qui compte pourtant en son sein des membres de sa propre famille, comme son fils César. N'ayant pas émigré, il évite aussi de voir ses biens réquisitionnés. Mais comme tous les nobles, il perd tous ses droits féodaux et toutes ses redevances seigneuriales selon le décret de l'Assemblée nationale du 25 août 1792. Le 1er avril 1791, il est rétabli dans ses droits et prend le commandement de la 6e division militaire à Besançon. 
Jugé bon patriote et chef respectable, il est nommé le 30 juin 1791 en remplacement de Bouillé à la tête de la 3e division militaire à Metz où il prend des dispositions pour prévenir toute invasion ennemie. Ainsi, le 15 septembre 1791, un camp de 5 600 hommes d'infanterie, 200 hommes d'artillerie, et 1 800 hommes de troupes à cheval est établi près de la frontière derrière Longwy, entre Longuyon et Fontoy. En récompense, il est fait commandeur de l'Ordre de Saint-Louis, le 7 mars 1792. 
Il est suspendu de ses fonctions le 7 septembre 1792. Réhabilité mais malade, il meurt le 11 vendémiaire an II (2 octobre 1793) dans une auberge située entre Lyon et Grenoble, à l'âge de 72 ans.

## Mariage et descendance
Cinq enfants sont issus de son mariage avec Jeanne-Françoise de Saint Quintin de Blet, dont :
- Marie-Augustine Angélique de Vachon de Briançon-Belmont (1767-1818), mère entre autres de Jules de Rovère ;
- César de Vachon de Belmont-Briançon (1770-1814), colonel de cavalerie du Premier Empire ;
  - Louis de Briançon-Vachon de Belmont (1804-1857), son fils, député et chambellan du Second Empire.